# Gasztéria

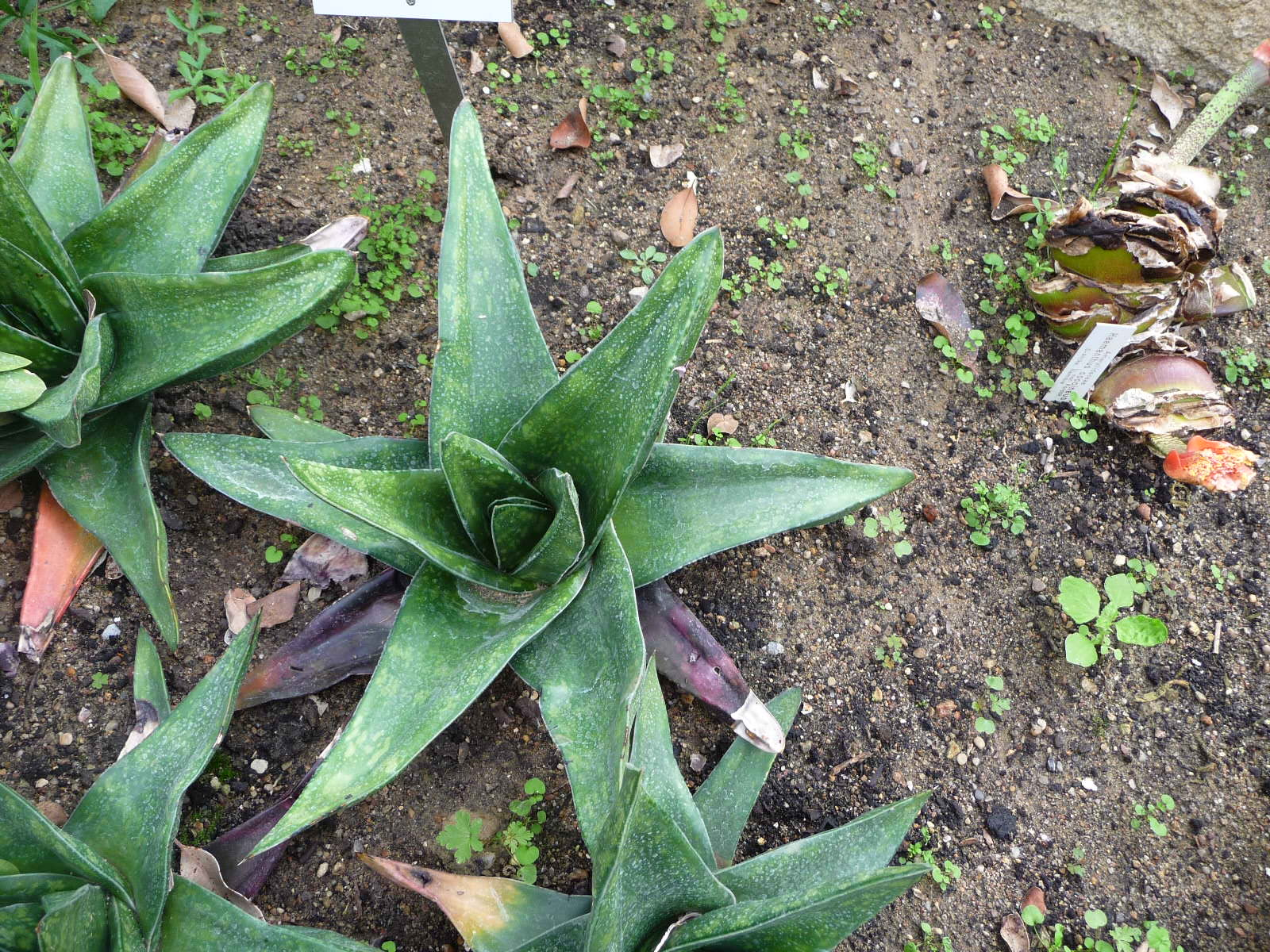
Gasteria nitida (Hamburg, pálmaház)

A gasztéria (Gasteria) a spárgavirágúak (Asparagales) rendjébe tartozó fűfafélék (Asphodelaceae) családjában az Asphodeloideae alcsalád egyik nemzetsége. Meg nem gyökeresedett magyar nevei: daráslevél, rücsköske. Latin nevét (gaster = has) arról kapta, hogy virágainak a kocsány felőli része erőteljesen kihasasodik.

## Származása, elterjedése
A fokföldi flórabirodalomban fejlődött ki Fokföldtől Délnyugat-Afrikáig.

## Megjelenése, felépítése
Kis termetű, levélszukkulens növény — az idősebb példányok is legfeljebb 10–15 cm magasra nőnek, mivel idővel némelyik faj rövidke törzset fejleszt.
Vastag, húsos, hosszúkás vagy nyelv alakú levelei többnyire egy síkban, átellenesen állnak; főleg az idősebb példányokon időnként levélrózsába rendeződnek. Gyakran féloldalasan megvastagodnak, amitől a levél keresztmetszete élesebben vagy tompábban szabálytalan háromszögletű lesz. A többnyire sötétzöld leveleket a legtöbb fajon apró, fehér foltok vagy szemölcsök díszítik.
Virágai hosszú tőkocsány végén, laza fürtben vagy füzérben nyílna. A csöves, rendszerint piros, ritkábban fehér (zöld csúcsú) és többnyire bókoló-lecsüngő virágok alapja kidomborodik.

## Felhasználása
Több faját cserepes-, illetve sziklakertekbe előszeretettel ültetett dísznövénynek termesztik.

## Életmódja, élőhelye
A pozsgás növények nagy többségétől eltérően a tűző napot rosszul tűri; attól levelei megpirosodnak. Éppen ezért szobanövénynek ablakban, illetve világos helyiségben optimális.
Nagyon fagyérzékeny; legalább 12–14 °C-os hőmérsékletet igényel. Télen nő és virágzik. A túlöntözéstől gyökere elrothad.

## Ismertebb fajok
- kardlevelű gasztéria (Gasteria acinafolia)
- nyelvlevelű gasztéria (Gasteria armstrongii)
- törpe gasztéria (Gasteria liliputana)
- tarka gasztéria (foltos gasztéria, Gasteria maculata)
- széplevelű gasztéria (Gasteria pulchra)
- bibircses gasztéria (szemölcsös gasztéria, Gasteria verrucosa)